# Doris Lorenz-Müller
Doris Lorenz-Müller (née le 25 février 1935 et morte le 25 février 2013 à Leipzig) est une athlète allemande, spécialiste du lancer du disque. 
Représentant la République démocratique allemande, elle remporte la médaille d'argent du lancer du disque lors des championnats d'Europe 1962, devancée par la Soviétique Tamara Press. En 1958, elle avait terminé 6e du concours.
Elle est éliminée dès les qualifications lors des Jeux olympiques de 1960 et se classe 14e des Jeux olympiques de 1964.